# Chiesa di San Pietro Apostolo (Chignolo d'Isola)
La chiesa di San Pietro Apostolo è la parrocchiale di Chignolo d'Isola, in provincia e diocesi di Bergamo; fa parte del vicariato di Capriate-Chignolo-Terno.

## Storia
La prima citazione di una chiesa dedicata a san Pietro Apostolo a Chignolo d'Isola risale al 1260; allora, questa chiesa era filiale della pieve di Terno d'Isola. Un'ulteriore menzione di tale chiesa è da ricercare nella nota ecclesiarum fatta redigere nel 1360 su ordine di Bernabò Visconti.
 Negli scritti relativi alla visita del 1535 del vescovo di Bergamo Pietro Lippomano si legge che la parrocchiale, che si trovava dove sorge il cimitero, era nota con il titolo di San Pietro in Campis, mentre all'interno del borgo esisteva una chiesa dedicata alla Beata Vergine Maria.
 Dalla relazione della visita pastorale del 1575 dell'arcivescovo di Milano Carlo Borromeo s'apprende che, nel frattempo, la parrocchialità era stata trasferita nella chiesa che si trovava in paese, che entro i confini della parrocchia esisteva un oratorio dedicato ai Santi Gervasio e Protasio e che i fedeli erano 300.
 Nel 1659 il vescovo Gregorio Barbarigo annotò che nella chiesa parrocchiale avevano sede le Santissimo Sacramento, del Rosario e della Dottrina cristiana e che i fedeli erano 364, saliti a 379 nel 1666.
Sempre nel XVII secolo questa chiesa divenne a capo del vicariato di Chignolo.
 Tra il 1733 ed il 1743 la chiesa fu riedificata, ma già nel secolo successivo si rivelò insufficiente a soddisfare le esigenze della popolazione, che nell'arco di circa un secolo era raddoppiata. Inizialmente si pensò ad ampliare l'edificio esistente, ma poi si preferì erigere un'altra ex novo. La prima pietra della nuova parrocchiale venne posta il 23 ottobre 1873 dal vescovo coadiutore di Bergamo Alessandro Valsecchi; il nuovo edificio, progettato da Giovanni Cuminetti, fu aperto al culto il 31 maggio del 1885 e consacrato il 24 agosto 1901 dal vescovo Gaetano Camillo Guindani.
Nel 1942 venne realizzato con il contributo di Giovanni Barboglio l'apparato decorativo dell'interno della chiesa e nel 1958 fu ridipinta la facciata.
 Il 28 giugno 1971 la vicaria di Chignolo, della quale facevano parte le parrocchie di Chignolo, Bonate Inferiore, Bonate Superiore, Bottanuco, Filago, Cerro e Madone, venne soppressa e la chiesa passò alla neo-costituita zona pastorale VIII, per poi essere aggregata il 27 maggio 1979 al vicariato di Capriate-Chignolo-Terno.

## Descrizione

### Esterno
La facciata della chiesa, che è preceduta da un ampio sagrato in ciottolato sopraelevato da tre gradini e delimitato da paracarri, si sviluppa su due ordini divisi da una cornice marcapiano e terminante con il timpano triangolare. La sua posizione centrale dell'antico abitato dall'orientamento nord/sud domina la collina. Sei colonne rinascimentali hanno un'alta zoccolatura dividono la facciata in più sezioni. Centrale il portale sopraelevato da tre gradini presenta un contorno in armo di Zandobbio con le colonne a tutto tondo con capitelli in ordine ionico. Il portale termina con un timpano curvo. Le sezioni laterali di misura inferiore presentano un bassorilievo, e quella successiva conservano in due nicchie due statue.

L'ordine superiore, che prosegue nella medesima impostazione di quello inferiore e conserva nella parte centrale un rosone. Cinque statue completano la facciata.

### Interno
L'interno a navata unica è diviso da colonne a tutto tondo. Queste sono complete di lesene e controlesene che formano spazi che ospitano gli altari laterali. Queste poggiano su blocchi marmorei. La navata termina con l'abside circolare